# Damernas bom i gymnastik vid olympiska sommarspelen 1988
Damernas bom i gymnastik vid olympiska sommarspelen 1988 avgjordes den 19-25 september i Olympic Gymnastics Arena.

## Medaljörer
| Gren         | Guld                     | Silver                          | Brons                     |
| Damernas bom | Daniela Silivaş Rumänien | Jelena Sjusjunova Sovjetunionen | Gabriela Potorac Rumänien |
| Damernas bom | Daniela Silivaş Rumänien | Jelena Sjusjunova Sovjetunionen | Phoebe Mills USA          |

## Resultat

### Final
| Placering | Gymnast                     | C     | O      | C+O    | Kval  | Final | Totalt |
| --------- | --------------------------- | ----- | ------ | ------ | ----- | ----- | ------ |
|           | Daniela Silivaş (ROU)       | 9,875 | 10,000 | 19,875 | 9,937 | 9,987 | 19,924 |
|           | Elena Sjusjunova (URS)      | 9,900 | 9,950  | 19,850 | 9,925 | 9,950 | 19,875 |
|           | Gabriela Potorac (ROU)      | 9,875 | 9,900  | 19,775 | 9,887 | 9,950 | 19,837 |
|           | Phoebe Mills (USA)          | 9,850 | 9,900  | 19,750 | 9,875 | 9,962 | 19,837 |
| 5         | Svetlana Boginskaja (URS)   | 9,900 | 9,975  | 19,875 | 9,937 | 9,850 | 19,787 |
| 6         | Diana Dudeva (BUL)          | 9,725 | 9,900  | 19,625 | 9,812 | 9,912 | 19,724 |
| 7         | Kelly Garrison-Steves (USA) | 9,775 | 9,800  | 19,575 | 9,787 | 9,862 | 19,649 |
| 8         | Ulrike Klotz (GDR)          | 9,750 | 9,850  | 19,600 | 9,800 | 8,325 | 18,125 |